# Friedrichsruh
Friedrichsruh är en ort och kommundel (Ortsteil) i kommunen Aumühle, belägen i Kreis Herzogtum Lauenburg i förbundslandet Schleswig-Holstein i norra Tyskland, omkring 20 km öster om Hamburg. Orten är berömd som plats för den tyske rikskanslern Otto von Bismarcks gods, och här finns även Bismarckmausoleet där Bismarck är begravd.

## Historia

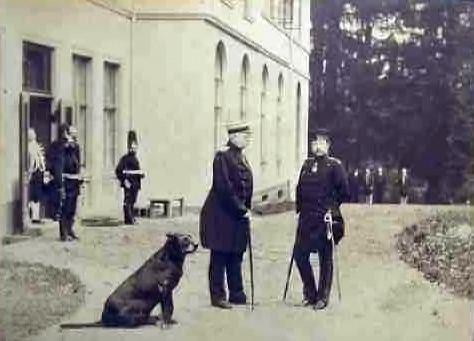
Bismarck tar emot den nyblivne kejsaren Vilhelm II av Tyskland på slottet Friedrichsruh, 30 oktober 1888.

Greve Friedrich Karl August av Lippe-Biesterfeld lät uppföra ett jaktslott på platsen 1763, som efter honom döptes till Friedrichsruh. Egendomen kom efter grevens död 1781 att hamna i en rad olika ägares händer innan det i början av 1800-talet blev värdshus. Värdshusverksamheten på orten fick ett uppsving i samband med bygget av ortens järnvägsstation på järnvägen Hamburg–Berlin, och den gamla jaktslottsbyggnaden revs 1859 för att ge plats åt ett större värdshus. 
Egendomen innehades från 1871 av rikskanslern Otto von Bismarck, som lät bygga ett nytt slott på platsen. Bismarck avled där 1898 och är tillsammans med sin hustru begravd i Bismarckmausoleet på orten. Under andra världskriget användes slottet som sjukhus. I slutskedet av kriget 1945 bombades och förstördes slottet av brittiska Royal Air Force eftersom man trodde att Heinrich Himmler gömt sig där.
Orten var under månaderna omkring krigsslutet fältläger och mellanstation för Svenska Röda korsets Vita bussar under ledning av Folke Bernadotte.
Slottet återuppbyggdes efter kriget av Otto Fürst von Bismarck (1897–1975), rikskanslerns barnbarn. Det ägs i dag av huvudmannen för släkten Bismarck-Schönhausen, Ferdinand von Bismarck (född 1930).

## Sevärdheter
Det gamla järnvägsstationshuset är i dag kontor för Bismarcks politiska minnesstiftelse, Otto-von-Bismarck-Stiftung, som bland annat driver ortens Bismarckmuseum.